# Campeonato Mundial de Curling Femenino de 2009
El XXXI Campeonato Mundial de Curling Femenino se celebró en Gangneung (Corea del Sur) entre el 21 y el 29 de marzo de 2009 bajo la organización de la Federación Mundial de Curling (WCF) y la Federación Surcoreana de Curling.
Las competiciones se realizaron en el Centro de Curling de la ciudad surcoreana.

## Tabla de posiciones
| Pos | Equipo         | G  | P  | G–P |
| --- | -------------- | -- | -- | --- |
| 1   | China          | 10 | 1  | –   |
| 2   | Dinamarca      | 9  | 2  | 1–0 |
| 3   | Canadá         | 9  | 2  | 0–1 |
| 4   | Suecia         | 7  | 4  | –   |
| 5   | Suiza          | 6  | 5  | 1–0 |
| 6   | Alemania       | 6  | 5  | 0–1 |
| 7   | Rusia          | 5  | 6  | 1–0 |
| 8   | Escocia        | 5  | 6  | 0–1 |
| 9   | Estados Unidos | 4  | 7  | –   |
| 10  | Corea del Sur  | 3  | 8  | –   |
| 11  | Noruega        | 1  | 10 | 1–0 |
| 12  | Italia         | 1  | 10 | 0–1 |

## Cuadro final
|  | Clasif. a semifinal | Clasif. a semifinal | Clasif. a semifinal |  |  | Semifinal | Semifinal |  |              | Final        | Final |
|  |                     |                     |                     |  |  |           |           |  |              |              |       |
|  | 1                   | China               | 6                   |  |  |           |           |  |              |              |       |
|  | 2                   | Dinamarca           | 3                   |  |  |           |           |  |              | China        | 8     |
|  |                     |                     |                     |  |  | Dinamarca | 6         |  | Suecia       | 6            |       |
|  |                     | Suecia              | 7                   |  |  |           |           |  |              |              |       |
|  | 3                   | Canadá              | 4                   |  |  |           |           |  | Tercer lugar | Tercer lugar |       |
|  | 4                   | Suecia              | 5                   |  |  |           |           |  |              |              |       |
|  |                     |                     |                     |  |  |           |           |  |              | Dinamarca    | 7     |
|  |                     |                     |                     |  |  |           |           |  |              | Canadá       | 6     |

## Medallistas
| Evento   | Oro                                                         | Plata                                                                                            | Bronce                                                                             |
| -------- | ----------------------------------------------------------- | ------------------------------------------------------------------------------------------------ | ---------------------------------------------------------------------------------- |
| Femenino | China Wang Bingyu Liu Yin Yue Qingshuang Zhou Yan Liu Jinli | Suecia · Anette Norberg · Eva Lund · Cathrine Lindahl · Margaretha Sigfridsson · Kajsa Bergström | Dinamarca Madeleine Dupont Denise Dupont Angelina Jensen Camilla Jensen Ane Hansen |